# Anarchokapitalisme

Anarchokapitalistische vlag

Anarchokapitalisme is een politieke filosofie die de afschaffing van de staat beoogt ten voordele van zelfeigendom, privébezit en de vrije markt. Anarchokapitalisten zijn van mening dat de samenleving, bij gebrek aan wetten (in de vorm van decreten en wetgeving), neigt om zichzelf contractueel te reguleren en te civiliseren via de discipline van de vrije markt (in wat de voorstanders ervan beschrijven als een vrijwillige samenleving).

## Definitie
Anarchokapitalisme is gebaseerd op een zeer nauwe interpretatie van het anarchisme, waarbij men zich vooral focust op het gebrek aan legitimiteit van de staat en de overheid. Men beroept zich daarentegen op het voluntarisme en de vrije markt (dus het kapitalisme als vrijwillige uitwisseling van goederen, diensten en geld). In het anarchokapitalisme is de staat dus volledig afgeschaft en daarmee is er ook geen belastingheffing meer zoals inkomstenbelasting, vennootschapsbelasting of btw. Belastingen worden als onrechtmatig beschouwd, omdat ze onder dwang gebeuren en dus een schending zijn van het non-agressieprincipe. De openbare diensten, die normaliter gedeeltelijk of geheel door de overheid worden geleverd, zullen door een vrije markt worden aangeboden. Openbare voorzieningen zoals wegen of dijken zullen privaateigendom zijn. Zo kan iemand mede-eigenaar zijn van de straat die naar zijn huis leidt.
Alles wat mensen gebruiken en nodig hebben of produceren wordt binnen het anarchokapitalisme door de vrije marktkrachten gereguleerd. Diensten die tegenwoordig veelal door de overheid worden geleverd als veiligheid, recht, onderwijs en gezondheidszorg worden in een anarcho-kapitalistisch systeem geleverd door particuliere bedrijven, verzekeringsmaatschappijen en andere aanbieders van deze diensten. Overigens kunnen binnen een anarcho-kapitalistische maatschappij deze diensten ook aangeboden worden door niet-commerciële instellingen zoals non-profitverzekeraars, vakbonden of soortgelijke instellingen die bekostigd worden door betalende leden.
Binnen een anarchokapitalistische samenleving kunnen ook socialistische verbanden als communes en werkgemeenschappen bestaan. Op die manier lijkt er dus uiteindelijk toch weer een soort van overheid te ontstaan, waarbij de persoonlijke bijdrage de belasting is. Het grote verschil is echter dat dit dan op vrijwillige basis gebeurt, in tegenstelling tot een gangbare overheid waaraan iedereen zich op niet-vrijwillige basis dient te binden. Mensen die hier geen deel van wensen uit te maken, worden door niemand verplicht.
Gary Chartier omschrijft drie vormen van kapitalisme:
- Kapitalisme 1: Economisch systeem gebaseerd op eigendomsrecht en vrijwillige uitwisseling van goederen en diensten;
- Kapitalisme 2: Economisch systeem gebaseerd op een symbiotische relatie tussen "big business" en de overheid;
- Kapitalisme 3: Economisch systeem gebaseerd op de overheersing door een kleine groep kapitalisten die de volledige controle hebben over grote rijkdom en de productiemiddelen bezitten.

Volgens Chartier streeft een anarcho-kapitalist naar de eerste vorm van kapitalisme, dat naar zijn mening beter kan worden omschreven als "vrije markt-anarchisme." Als anarcho-kapitalisme zou lijken op de varianten 2 en 3 dan zou het vrije markt streven van de anarcho-kapitalisten gewoon een voortzetting zijn van de reeds bestaande situatie. Zulke systemen kunnen zich alleen maar door middel van geweld staande blijven. Bovendien zullen er maar weinig mensen in vrijheid voor kiezen om als loonarbeider voor een werkgever te willen werken - tenzij de werkgever zich buitengewoon genereus en humaan opstelt, zijn werkgevers persoonlijk kent en er persoonlijke interactie is tussen werkgever en werknemer en deze laatste zich bij tijd en wijle altruïstisch opstelt. Dit lijkt alleen maar mogelijk te zijn als er kleine en middelgrote bedrijven zijn, maar systemen 2 en 3 sluiten dit uit. (Dit vloeit noodzakelijkerwijs voort uit de systemen 2 en 3, die immers alleen maar kunnen bestaan dankzij loonarbeid die dan weliswaar formeel vrijwillig mag heten, maar waar toch dwang van uit gaat - jezelf als loonarbeider verhuren om niet van de honger om te komen en vervolgens net voldoende te verdienen om rond te kunnen komen). Kapitalisme gebaseerd op systeem 1 komt eigenlijk alleen in aanmerking voor anarcho-kapitalisme, omdat deze vorm van kapitalisme een totale breuk vormt met het "reëel bestaande kapitalisme" van de systemen 2 en 3. Nummer 1 streeft naar vrijheid en emancipatie van het individu (inherent aan het anarchisme), waarbij volledige gelijkheid weliswaar niet zal worden bereikt, maar toch veel meer dan onder de nummers 2 en 3. Onder nummer 1 blijft de mogelijkheid om te werken als loonarbeider, maar alleen als mogelijkheid, niet als verplichting (=slavernij). Carson omschrijft de libertair die zich als anarcho-kapitalist verschuilt achter nummer 2 en 3 als "someone who defends existing property relations as being close enough to a free market to be considered legitimate" ("iemand die de bestaande bezitsverhoudingen [d.i. een relatief kleine groep rijken die de productiemiddelen, onroerend goed etc. bezit] verdedigt als de situatie die de vrije markt dicht genoeg benadert om als legitiem te kunnen worden beschouwd"). Hij wil wel dat de overheid zich terugtrekt uit de economie, maar dan om er zelf financieel zoveel mogelijk van te kunnen profiteren. De ontwikkeling van zijn medemens is dan volstrekt onbelangrijk. Dit is in strijd met het anarchisme, ook van het anarcho-kapitalisme, omdat ook deze vorm van anarchisme is ontstaan uit onvrede over de huidige onrechtvaardige situatie ("Because the market anarchist society would be one in which the matter of systematic theft has been addressed and rectified")

## Oorsprong
Verschillende theoretici hebben juridische theorieën ontwikkeld die gelijken op het anarchokapitalisme. De Belg Gustave de Molinari (1819-1912) wordt vaak de vroegste grondlegger genoemd, al gebruikte hij zelf de term 'anarchokapitalisme' nooit. De eerste die de term zelf gebruikte was Murray Rothbard, die in het midden van de 20e eeuw een synthese maakte van elementen van de Oostenrijkse school, het klassiek liberalisme en de 19e-eeuwse Amerikaanse individualistische anarchisten Lysander Spooner en Benjamin Tucker (terwijl hij hun arbeidswaardetheorie en hun daaraan ontleende normen verwierp). Een Rothbardiaanse anarchokapitalistische maatschappij zou opereren onder een onderling overeengekomen libertaire "wettelijke code die algemeen zou worden aanvaard en die de rechtbanken zouden beloven te volgen". Dit pact zou zelfeigendom en het non-agressieprincipe (NAP) erkennen, alhoewel handhavingsmethoden verschillen.

## Rechtspraak en straf
In een anarchokapitalistische samenleving zouden de politie, rechtbanken en alle andere veiligheidsdiensten uitgebaat worden door particulier gefinancierde concurrenten in plaats van centraal via verplichte belastingen. Geld zou, tezamen met alle andere goederen en diensten, op private en competitieve wijze voorzien worden in een open markt. Daardoor zouden persoonlijke en economische activiteiten gereguleerd worden door slachtoffer-gebaseerde “dispuutresolutie-organisaties” op basis van het principe van de onrechtmatige daad en contractuele wetten. Dit in tegenstelling tot wetgeving met centraal besliste bestraffing via politieke monopolies.
In een vrije markt zullen er agentschappen ontstaan die de contractreputatie, oftewel de 'betrouwbaarheid', van personen zullen bijhouden. Dit is goed te vergelijken met de reviewsites betreffende particulieren en bedrijven die producten en diensten op internet aanbieden. De contractreputatie kan ook vergeleken worden met een kredietrating en is van vitaal belang om serieus genomen te worden op de markt. Personen, waarvan bekend wordt dat die zich niet houden aan contracten, zoals dieven en fraudeurs, zullen al snel geen zaken meer kunnen doen op de markt, zelfs als het gaat om de meest elementaire zaken zoals transport, wegen of handel. Zo zullen mensen niet van een weg willen gebruikmaken waarop joyriders worden toegelaten. De geweldloze methoden ostracisme en de spreekwoordelijke schandpaal zullen worden gebruikt om misdadigers te straffen.
In conflicten die niet onderling opgelost kunnen worden, kan besloten worden om een onafhankelijke derde partij, zoals een particuliere rechter, uitspraak te laten doen. Tussen particuliere rechters zal onderlinge competitie zijn om zo rechtvaardig mogelijke salomonsoordelen te leveren. Rechtspraak wordt doorgaans als rechtvaardig ervaren als ze is gebaseerd op eenvoudige principes (wetten) en rationele redeneringen. Men zal willen dat deze principes objectief en universeel zijn voor alle individuen. Dit soort praktijken worden ook toegepast in het internationaal recht.
Beide partijen leggen contractueel vast dat zij zich zullen houden aan de uitspraak. Indien de verliezende partij zich niet houdt aan de uitspraak, zal haar contract rating omlaag gaan. Voor alledaagse zaken zullen mensen gebruik kunnen maken van de diensten van een 'dispuut resolutie organisatie' (DRO), die de wettelijke interface verzorgt tussen personen in hun alledaagse interactie, vergelijkbaar met een telefoonmaatschappij.

## Veiligheid en verzekering
Veiligheid tegen diefstal, fysiek geweld of ziekten zal aangeboden worden door verzekeringsmaatschappijen. Zij zullen personen mogelijk indelen in risicogroepen aan de hand waarvan de premie bepaald zal worden. Aangezien zij gebonden zullen zijn om hun cliënten te compenseren mocht er een ongeval gebeuren zullen zij een sterke aansporing hebben om hen van advies en bescherming te voorzien.

## Kritiek
Het anarchokapitalisme wordt om verschillende redenen bekritiseerd. Zowel inhoudelijk, als de positie die het toebedeeld krijgt binnen het anarchistische spectrum. Waar anarchisme namelijk elke vorm van overheersing afwijst, blijft binnen het anarchokapitalisme de economische overheersing overeind die inherent is aan kapitalisme. Hierom bestrijden sommige anarchisten dat anarchokapitalisme een stroming binnen het anarchisme is, maar eerder een radicale vorm van kapitalisme. Anarchocommunisten noemen anarchokapitalisme daarom soms zelfs een oxymoron. Anarchokapitalisten brengen daartegen in dat de vrije markt (vrij verhandelen van goederen, eigendomsrecht) in de menselijke aard zit en dat een maatschappij zonder zuiver vrije-marktkapitalisme enkel in stand kan gehouden worden door een staat (waardoor een volledig anarchocommunistische maatschappij volgens hen dus net een oxymoron is).
Andere inhoudelijke kritiek komt vanuit minarchistisch-libertarische hoek. Deze critici stellen dat er altijd een minimale staatsbelasting nodig is om een kostbare defensiemacht te onderhouden om eventuele agressieve buitenlandse mogendheden af te schrikken. Het is volgens hen niet goed te onderbouwen hoe dat met (vrijwillige) marktmechanismen te verwezenlijken is. Pas als op de hele wereld geen grote staten met legermachten meer zijn, zou er volgens hen ook geen belastinginnende overheid meer nodig zijn. Daar kan onder andere tegen in gebracht worden dat bij asymmetrische oorlogsvoering het numerieke of organisatorische voordeel van de veel sterkere partij weinig oplevert wanneer de strijd bijvoorbeeld met guerillatactieken wordt gevoerd.
Een ander meer algemeen kritiekpunt is de veronderstelling dat private beveiligingsfirma's en rechters de neiging zullen hebben om op te komen voor diegenen die hen het meeste geld bieden. Dit zou onafhankelijkheid en eerlijke rechtspraak in de weg staan. Anarchokapitalisten pareren deze kritiek door te stellen dat rechtbanken die oneerlijke of vooringenomen oordelen vellen zeer snel failliet zouden gaan aangezien niemand hun lot nog aan hen zou willen toevertrouwen.

## Varianten
Het anarchokapitalisme is voortgekomen uit het individualistisch anarchisme, maar kent op haar beurt weer verschillende te onderscheiden sub-stromingen:
- Agorisme
- Geoanarchisme, dat veel gemeen heeft met het anarchokapitalisme, is voortgekomen uit een symbiose tussen het denken van de reform-econoom Henry George, het klassieke liberalisme, en het individualistisch anarchisme.[9]
- Groenlibertarisme
- Dialectisch anarchisme

### Gerelateerde varianten
- Vrije markt anarchisme wordt meestal gezien als een op zichzelf staande stroming, maar de verwantschap met het anarchokapitalisme[10] is aanzienlijk
- Geolibertarisme
- Geoïsme
- Libertarisme (dient wel streng te worden onderscheiden van het anarchokapitalisme als het gaat om de rol van de staat. Als vanzelf bestaat er geen staat onder het anarchisme, men mag aannemen ook niet onder het anarchokapitalisme; onder het libertarisme (klassiek liberalisme) blijft de staat met een beperkt aantal taken (minarchisme) bestaan)

## Publicaties
De Amerikaanse econoom David D. Friedman heeft over het anarcho-kapitalisme als maatschappijvorm een uitgebreide studie gepubliceerd: The Machinery of Freedom (1989). Ook de Amerikaanse econoom Murray Rothbard, de Duits-Amerikaanse filosoof en econoom Hans-Hermann Hoppe en anderen hebben hierover gepubliceerd.

## Anarchisme in het algemeen
In de Verenigde Staten wordt anarcho-kapitalisme door velen als een stroming van het anarchisme gezien. De meeste Zuid-Amerikaanse en Europese anarchisten, die veelal een 'linkse' signatuur hebben, zijn echter antikapitalistisch. De redenering is dat een private winstgeoriënteerde instelling en een overheid beide ongelijkheid creëren. Vaak wordt de overheid zelfs slechts gezien als een verlengstuk van de private sector. Omdat het anarchisme, ook de variant van Rothbard, een vorm van staatsloos socialisme impliceert, stelt Brad Spangler (zelf een vrije markt-anarchist) voor anarcho-kapitalisme en vrije markt-anarchisme in het bijzonder te omschrijven als stigmergisch socialisme. ("stigmergic socialism")